# Берлинская филармония
Берлинская филармония (нем. Berliner Philharmonie) — один из самых известных концертных залов мира на площади Кемперплац (нем. Kemperplatz) в берлинском районе Тиргартен. Здание филармонии было построено для Берлинского филармонического оркестра в 1960—1963 годах по проекту архитектора Ганса Бернхарда Шаруна и торжественно открылось 15 октября 1963 года. Берлинская филармония стала первым сооружением в проекте берлинского Культурфорума. В 1984—1987 годах рядом с Берлинской филармонией в соответствии с первоначальным замыслом Шаруна по проекту архитектора Эдгара Висниевски был построен Зал камерной музыки, соединяющийся со зданием Филармонии. Недалеко от Берлинской филармонии находится Новая национальная галерея, Потсдамская площадь и второе здание Государственной библиотеки, построенное также по проекту Шаруна.

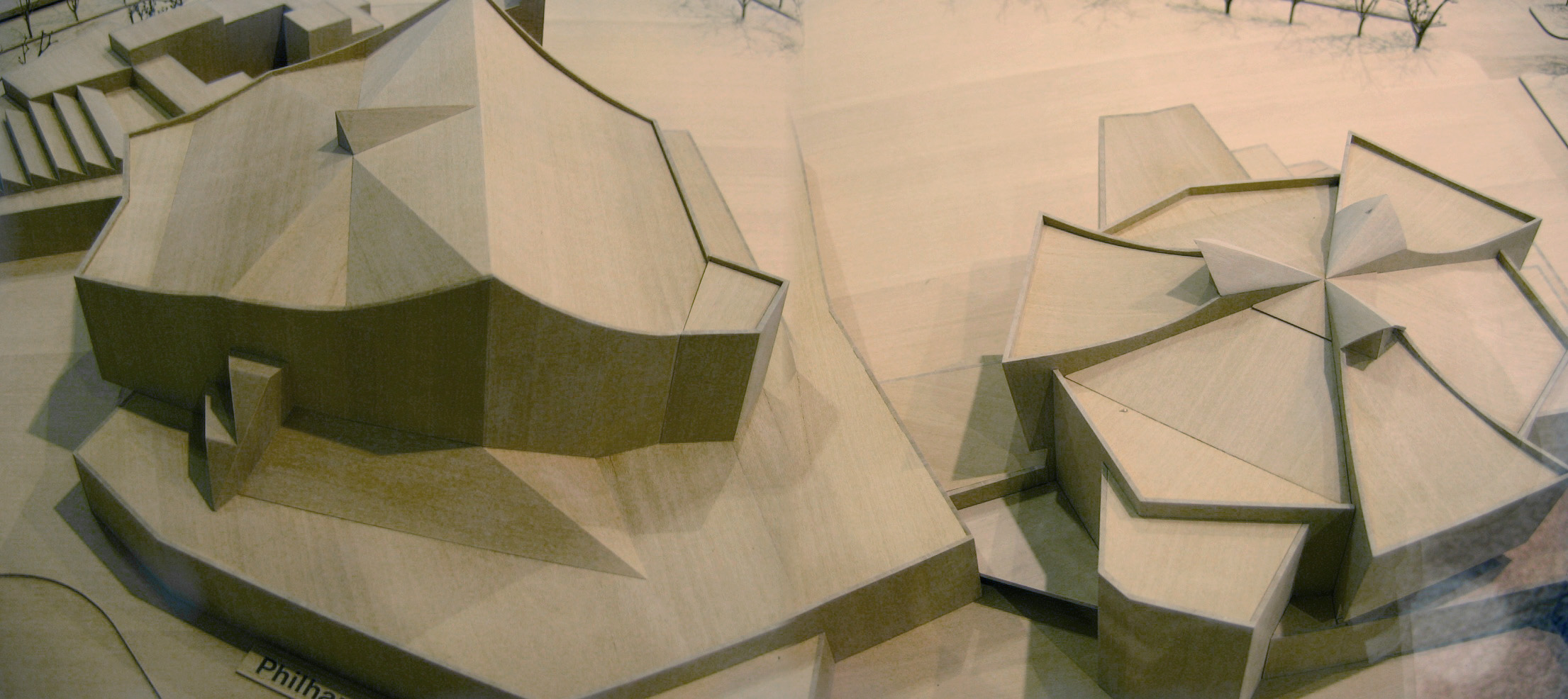
Модель Берлинской филармонии (слева) и Зала камерной музыки (справа)

Поблёскивающее золотом здание из бетона уже издали привлекает внимание своей асимметричной формой и цветом. Внешне Филармония напоминает цирк-шапито, и поскольку в её создании непосредственное участие принимал Герберт фон Караян, берлинцы дали ему прозвище «Цирк Караяна» (нем. Karajan-Zirkus). Зал Филармонии пятиугольной формы — «Большой зал» (в отличие от «малого» — Зала камерной музыки) является самым большим концертным залом Берлина и рассчитан на 2440 мест. Длина зала составляет 60 м, ширина — 55 м, высота с подиумом — 21 м. Зал Филармонии отличается необычным интерьером. Сцена перенесена в центр зала, и оркестр как на арене окружён со всех сторон публикой, размещающейся на разноуровневых террасах лож. Акустические проблемы были великолепно решены за счёт особой конструкции стен и мягкой обивки потолка.

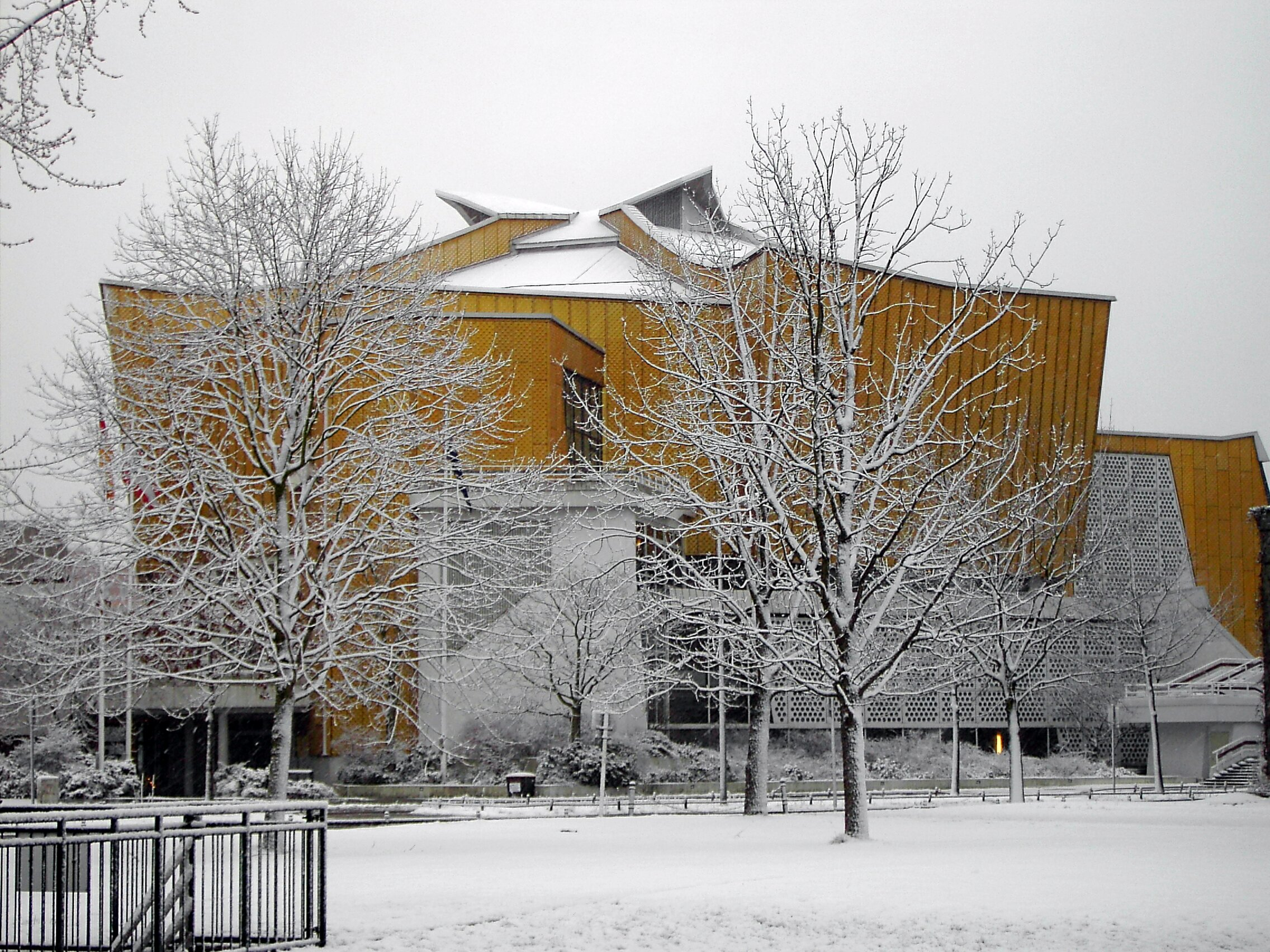
Зал камерной музыки в снегу

20 мая 2008 года, предположительно, в ходе сварочных работ на металлической кровле над Большим залом Филармонии вспыхнул крупный пожар. Внутренние помещения практически не пострадали от пожара, и в июне Берлинская филармония возобновила свою работу.